# Elaeodendron anjouanense
Elaeodendron anjouanense är en benvedsväxtart som beskrevs av Henri Perrier de la Bâthie. Elaeodendron anjouanense ingår i släktet Elaeodendron och familjen Celastraceae. Inga underarter finns listade.